# ويليام فيكنر
ويليام فيكنر (بالإنجليزية: William Edward Fichtner)‏ ممثل أمريكي من مواليد 27 نوفمبر 1956. أشتهر بتقديم شخصية ألكساندر ماهون في المسلسل الأمريكي بريزون بريك
اسمه الكامل وليام فورورد فيكنر، ويلقب «بيل» ، أشتهر بأداء الصوت في لعبة كول أوف ديوتي: مودرن وورفير 3 الشهيرة.

## وصلات خارجية
- ويليام فيكنر على موقع IMDb (الإنجليزية)
- ويليام فيكنر على موقع روتن توميتوز (الإنجليزية)
- ويليام فيكنر على موقع قاعدة بيانات الأفلام العربية
- ويليام فيكنر على موقع ألو سيني (الفرنسية)
- ويليام فيكنر على موقع أول موفي (الإنجليزية)
- ويليام فيكنر على موقع قاعدة بيانات برودواي على الإنترنت (الإنجليزية)
- ويليام فيكنر على موقع قاعدة بيانات الأفلام السويدية (السويدية)
- ويليام فيكنر على موقع إن إن دي بي (الإنجليزية)
- ويليام فيكنر على موقع ديسكوغز (الإنجليزية)
- ويليام فيكنر على موقع قاعدة بيانات الفيلم (الإنجليزية)
- William Fichtner at the official Contact movie website
- Random Roles at the Onion A.V. Club
- Fichtner Firsthand Yahoo Group